# Malcolm Treviño-Sitté
Malcolm Treviño-Sitté (Malabo, 28 aprile 1981) è un attore e modello equatoguineano naturalizzato spagnolo, noto per aver interpretato il ruolo di Dayo nella soap Un altro domani (Dos vidas).

## Biografia
Malcolm Treviño-Sitté è nato il 28 aprile nella Guinea Equatoriale, e oltre alla recitazione si occupa anche di teatro.

## Carriera
Malcolm Treviño-Sitté si è diplomato in arte drammatica presso la scuola di Metrópolis (1998-2003), poi ha continuato ad ampliare i suoi studi con maestri della recitazione come Nadia Rodríguez, Matilde Fluixá e Fernando Guillén Cuervo.
Nel 2008 ha fatto il suo debutto al teatro con la produzione Tío Vania diretta da Carlos Alfaro presso il centro teatrale nazionale a cui seguiranno altre opere come Los Negros di Miguel Narros, prima di entrare a far parte della compagnia Réplika teatro nel 2012, con quella che inizierebbe realizzando una versione applaudita di Combate de Negro y de Perros sotto la direzione di Mikolaj Bielski. Seguono altri come A siete pasos del Quijote di Jaroslaw Bielski e El éxtasis de los insaciables, sempre diretto da Mikolaj Bielski basato su materiale drammatico di diverse opere di Stanisław Ignacy Witkiewicz, con il quale ha girato paesi come l'Italia e il Portogallo. Oltre a questa compagnia, altre opere del calibro di Orquesta Club Virginia diretto da Manuel Iborra per il teatro spagnolo, un adattamento di Tres sombreros de copa diretto da Natalia Menéndez e la fortunata versione teatrale di Intocable agli ordini di Garbi Losada, dove ha preso il posto del protagonista originale, Jimmy Roca; senza dimenticare il suo esordio nel genere zarzuela con La Taberna del Puerto agli ordini di Mario Gas.
Successivamente ha iniziato a lavorare regolarmente in televisione, con apparizioni in serie come Aquí no hay quien viva, La que se avecina e Periodistas, prima che le famose direttrici del casting Eva Leira e Yolanda Serrano lo hanno scelto per far parte della serie Chiringuito de Pepe, dove avrebbe raggiunto la notorietà per il ruolo di Balotelli. Dopo questo riconoscimento, ha partecipato con ruoli episodici a Vergüenza e anche ad Antidisturbios, entrambe serie di Movistar+. Nel 2021 ha ricoperto il ruolo secondario di Dayo nella soap opera in onda su La 1 Un altro domani (Dos vidas). Nello stesso anno ha recitato in un ruolo secondario nella serie di Netflix C'era una volta... ma ora non più (Érase una vez... pero ya no).
Nel campo cinematografico, nel 2008 ha recitato nel film La conjura de El Escorial. Poi ha ottenuto il ruolo da protagonista nell'adattamento di Palme nella neve (Palmeras en la nieve) diretto da Fernando González Molina. Successivamente ha preso ad altri film come Es por tu bien diretto da Carlos Therón, Il quaderno di Sara (El cuaderno de Sara) diretto da Norberto López Amado, Lo nunca visto diretto da Marina Seresesky, Salir del ropero diretto da Ángeles Reiné e l'adattamento cinematografico del romanzo Delfines de plata diretto da Javier Elorrieta. Ha recitato anche in cortometraggi come Ngutu diretto da Felipe del Olmo e Daniel Valledor e De-mente diretto da Lorenzo Ayuso. Ha anche ricoperto il ruolo del protagonista nel video musicale Gilipollas, una delle canzoni di maggior successo della band Dardem.

## Filmografia

### Cinema
- La conjura de El Escorial, regia di Antonio del Real (2008)
- Palme nella neve (Palmeras en la nieve), regia di Fernando González Molina (2015)
- Es por tu bien, regia di Carlos Therón (2017)
- Il quaderno di Sara (El cuaderno de Sara), regia di Norberto López Amado (2018)
- Mai visto (Lo nunca visto), regia di Marina Seresesky (2019)
- La fidanzata di nonna (Salir del ropero), regia di Ángeles Reiné (2019)
- Como Dios manda, regia di Paz Jiménez (2022)
- Delfines de plata, regia di Javier Elorrieta (2022)

### Televisione
- Corta-t – serie TV (2005)
- Aquí no hay quien viva – serie TV (2005)
- La que se avecina – serie TV (2008)
- Chiringuito de Pepe – serie TV (2014-2016)
- Vergüenza – serie TV (2017)
- Antidisturbios – serie TV (2020)
- Un altro domani (Dos vidas) – soap opera (2021)
- C'era una volta... ma ora non più (Érase una vez... pero ya no) – serie TV (2022)

### Cortometraggi
- Imaginación, regia di Javier García Arredondo (2004)
- Cinco minutos para medianoche, regia di Fernando Guillén Cuervo (2010)
- Ngutu, regia di Felipe del Olmo e Daniel Valledor (2012)
- Petróleo (Black Gold), regia di Víctor Mora (2013)
- De-mente, regia di Lorenzo Ayuso (2016)
- Vivir del aire, regia di Borja Echevarría (2017)
- Talismán, regia di Carlos Therón (2017)
- Merichane, regia di Guillermo Guerrero (2021)
- El Chojín: Cara Sucia, regia di Mario Alonso e Baptista João (2021)
- Coincidencias, regia di Michael Batista (2022)

### Video musicali
- Gilipollas della band Dardem (2019)